# 박이순 (1891년)
박이순(朴利淳, 일본식 이름: 大原一夫, 1891년 1월 ~ ?)은 일제강점기의 관료이다.

## 생애
평안남도 룡강군 출신이다. 1912년에 조선총독부 임시토지조사국 기수가 되어 관직에 들어섰다. 1917년에는 총독부 군서기로 승진하여 황해도 지역에서 송화군과 곡산군, 은률군 서기로 근무하였다.
1930년에 평양전매지국에 발령받았다가 이듬해 총독부 군수로 승진하였다. 황해도 금천군 군수로 발령받고 군수로 일하면서 금천군 농회장, 백양수립조합장 등을 겸했다.
금천군수 재직 중 1935년에 총독부가 편찬한 《조선공로자명감》에 총 353명의 공로자 중 한 명으로 이름이 수록되었다. 총독부가 시정 25주년을 기념하여 표창한 표창자 명단에도 들어 있다. 1933년에는 고등관 7등에 올랐고, 1934년에는 훈6등 서보장을 수여받는 등 1936년을 기준으로 정7위 훈6등에 서위되어 있었다.
2008년에 민족문제연구소가 친일인명사전 편찬을 위해 발표한 친일인명사전 수록예정자 명단 중 관료 부문에 포함되었다.

## 참고자료
- 박이순(朴利淳) - 국사편찬위원회